# Adwell
Adwell – wieś i parafia cywilna w Anglii, w regionie South East England, w hrabstwie Oxfordshire, w dystrykcie South Oxfordshire. Leży około 5 km na południe od Thame. Parafia obejmuje 1,76 km², we wsi znajduje się 9 domów. W 2001 roku miejscowość liczyła 27 mieszkańców.

## Historia

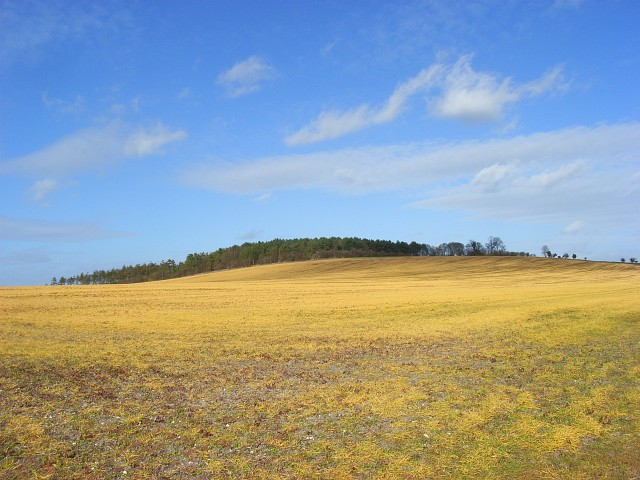
Adwell Cop

Około 800 metrów na południowy wschód od wsi znajduje się wzniesienie Adwell Cop o wysokości 148 m n.p.m., na szczycie którego znajduje się tumulus z epoki brązu. W pobliżu niego znaleziono wyroby ceramiczne pochodzące z epoki żelaza. Niektóre źródła budowę tumulusu błędnie przypisują Duńczykom, którzy w 1010 roku znajdowali się w Oxfordshire.
Zgodnie z Domesday Book z 1086 roku wieś nosiła nazwę Advelle.
Uważa się, że pierwotny kościół parafialny został wzniesiony w końcu XII wieku, chociaż najwcześniejsze źródła pochodzą z 1254 roku. Miał on jedynie nawę i prezbiterium. Sądząc po wschodnim oknie wykonanym w stylu dekoracyjnym, prezbiterium zostało prawdopodobnie poddane rozbudowie w XIII wieku. W XIV wieku w nawie zostały zamontowane nowe okna i drzwi od strony wschodniej. W 1553 roku budynek został zarejestrowany jako posiadający dzwonnicę z dwoma dzwonami. Wszystkie mury poddano naprawie w 1800 roku, lecz na początku 1860 roku budynek okazał się niezdatny do renowacji. 
Stary budynek kościoła został zburzony i w roku 1865 zastąpiono go anglikańskim kościołem parafialnym pw. św. Marii zaprojektowanym przez neogotyckiego architekta Arthura Blomfielda. Projekt Blomfielda reprezentował wczesny styl dekoracyjny, lecz nowy budynek zachował południowe drzwi starego kościoła, wykonane w stylu przejściowym pomiędzy stylem normandzkim a Early English. Zachowano również pomniki z wnętrza pierwotnego kościoła, w tym kamienny wizerunek rycerza pochodzący z ok. 1300 roku. Nowy budynek nie ma naw bocznych, ale posiada północne i południowe kaplice rozmieszczone jak transepty po obu stronach prezbiterium. Budynek nie posiada wieży, jedynie dzwonnicę z jednym dzwonem datowanym na rok 1350, pochodzącym prawdopodobnie ze starego kościoła.
W miejscowości znajduje się dworek Adwell House. Na jego miejscu znajdował się XVII-wieczny dom, lecz został on przebudowany w końcu XVIII lub na początku XIX wieku. Na początku XIX wieku posiadłość została odziedziczona przez Johna H. Bircha, który przyjął nazwę Newell Birch jako warunek wydania spuścizny. Przekazał on budynek swojemu siostrzeńcowi Henry'emu Birch Reynardsonowi, w którego rodzinie posiadłość pozostała. W XX wieku trzy pokolenia Birch Reynardsonów pełniły funkcję Wyskokich Szeryfów Oxfordshire: W.J.B. Birch Reynardson w 1913, podpułkownik H.T.B. Birch Reynardson C.M.G. w 1958 i W.R.A.B. Birch Reynardson w 1974.

## Udogodnienia
Przez wschodnią granicę miejscowości przebiega długodystansowa trasa piesza Oxfordshire Way.